# Przebor
Przebor – słowiańskie/staropolskie imię męskie, złożone z członów Prze- („przez” i wiele innych znaczeń) i -bor („walczyć, zmagać się”). Być może oznaczało „tego, kto najlepiej walczy”.
Przebor imieniny obchodzi 9 maja.